# Зажги этим летом!
«Зажги этим летом!» (англ. Fired Up; другое название — «Каникулы с чирлидершами») — молодёжная комедия 2009 года, рассказывающая о похождениях двух друзей в лагере для чирлидеров. Премьера фильма состоялась 20 февраля 2009 года.

## Сюжет
Шон и Ник — звёзды школьной команды по американскому футболу — решают поехать в лагерь для групп поддержки вместо тренировок по футболу. По прибытии в лагерь они радуются, что вокруг одни девушки, и тут же Шон влюбляется в капитана команды Карли, у которой уже есть парень.

## В ролях
- Николас Д’Агосто — Шон Колфакс
- Эрик Кристиан Олсен — Ник Брэйди
- Сара Ремер — Карли
- Молли Симс — Диора
- Дэннил Харрис — Бьянка
- Дэвид Уолтон — доктор Рик
- Анна-Линн Маккорд — Гвинет
- Адхир Кальян — Брестер
- Джульетт Гоглия — Поппи
- Марго Харшман— Сильвия
- Хейли Норман — Анжела
- Кейт Майнер — Дженнифер
- Николь Тубиола — Марси

## Выход на видео
Фильм вышел на DVD, UMD и Blu-ray 9 июня 2009 года. Нецензурированная версия содержит более откровенные шутки и сцены с обнажённой натурой, вырезанные для театрального проката.